# Гіндін Леонід Олександрович
Леонід Олександрович Гі́ндін (25 липня 1928 — 23 квітня 1994) — радянський і російський філолог-класик, лінгвіст, палеобалканіст. Вивчав малі мови Балканського півострова і Малої Азії в античний період.
Закінчив класичне відділення філологічного факультету МДУ ім. М. В. Ломоносова в 1952 році. Хоча Леонід Олександрович отримав диплом з відзнакою, за національною ознакою він не міг отримати місце викладача або наукового співробітника, і працював шкільним вчителем. З 1961 по 1970 роки Л. О. Гіндін працював у Секторі етимології і ономастики Інституту російської мови АН СРСР, потім перейшов в Інститут слов'янознавства і балканістики АН СРСР. У 1966 році захистив кандидатську дисертацію «Мова найдавнішого населення півдня Балканського півострова». У 1974 році — докторську дисертацію «Прадавня ономастика Східних Балкан».
В останні роки життя підсумком його спільної роботи з В. Л. Цимбурським стали монографії «Населення гомерівської Трої» (М., 1993; автор — Л. О. Гіндін) і «Гомер і історія Східного Середземномор'я» (М., 1996; автори — Л. О. Гіндін і В. Л. Цимбурський).

## Список праць

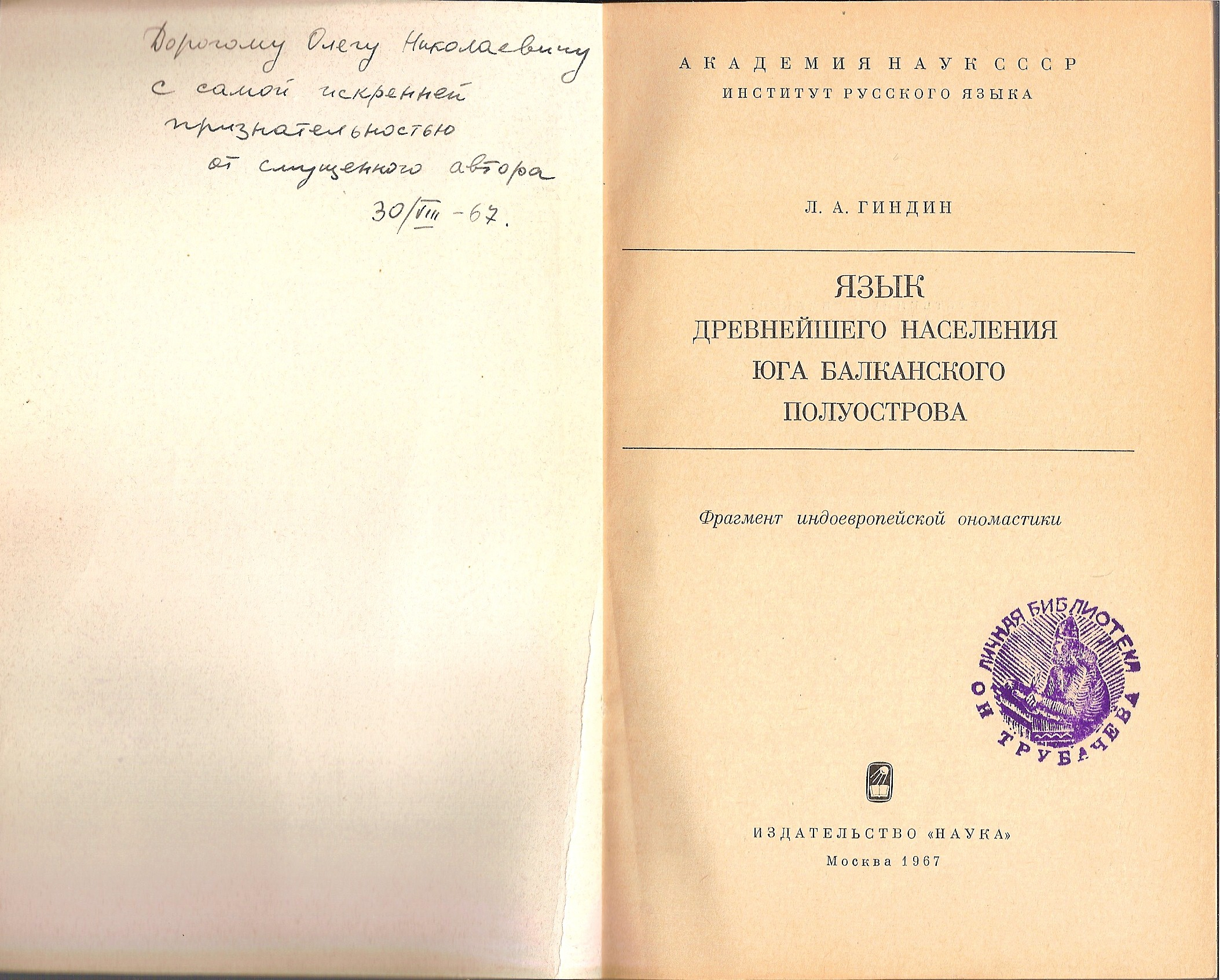
Екземпляр книги «Язык древнейшего население юга Балканского п-ова» з дарчим написом автора науковому керівнику, О. Н. Трубачову

- «Язык древнейшего население юга Балканского полуострова» (М. 1967)
- «Древнейшая ономастика Восточных Балкан» (София, 1981)
- «Этногенез народов Балкан и Северного Причерноморья. Лингвистика, история, археология». Сб. ст. под ред. Л. А. Гиндина (М. 1984)
- «Население гомеровской Трои» (совместно с В. Л. Цымбурским) (М. 1993)
- «Гомер и история Восточного Средиземноморья» (совместно с В. Л. Цымбурским) (М. 1996)